# ناو چائو هو
ناو چائو هو (به انگلیسی: Chinese cruiser Chao Ho) یک کشتی بود که طول آن ۱۰۵٫۵ متر (۳۴۶ فوت) بود. این کشتی در سال ۱۹۱۱ ساخته شد.